# J’attendrai le suivant …
J’attendrai le suivant … ist ein französischer Kurzfilm von Philippe Orreindy aus dem Jahr 2002.

## Handlung
Eine Frau betritt die Métro. Nach ihr steigt ein Mann ein, der sich mit einem Mal den Fahrgästen vorstellt. Er heiße Antoine, sei 29 Jahre alt, Informatiker und habe in einer Zeitung gelesen, dass es in Frankreich 5 Millionen Singlefrauen gebe. Er selbst ist auf der Suche nach einer Frau – der großen Liebe, die er bisher bspw. im Internet nicht finden konnte. Einige Leute beginnen zu lachen und ein Fahrgast bietet ihm an, dass er seine Ehefrau haben könne. Die Frau beobachtet den Mann und findet ihn sympathisch. Er beendet seine Vorstellung mit der Bitte, dass Frauen, die sich angesprochen fühlen, an der nächsten Station aussteigen sollen, wo er dann mit ihnen zusammentreffen wird. Als die Métro hält, hat sich die Frau entschieden. Glücklich lächelnd geht sie an ihm vorbei und verlässt die Métro. Er schaut ihr irritiert hinterher. Als sich die Tür schließt, ruft er ihr nach, dass alles nur eine Sketchaufführung gewesen sei. Die Métro fährt weiter und man hört, wie Antoine sich bei den „Zuschauern“ bedankt und um Geld für die Aufführung bittet. Die Frau bleibt erschüttert zurück.

## Produktion
J’attendrai le suivant … wurde in Lyon bzw. der Métro Lyon gedreht. Der Film wurde am 29. September 2002 in Frankreich veröffentlicht und lief in der Folge auf zahlreichen internationalen Festivals, darunter dem São Paulo International Film Festival, der Semana Internacional de Cine de Valladolid sowie dem World Film Festival in Montreal.

## Auszeichnungen
Auf dem World Film Festival Montreal gewann der Film den ersten Preis der Kategorie Kurzfilme. J’attendrai le suivant … erhielt auf der Semana Internacional de Cine de Valladolid die Goldene Ähre für den Besten Kurzfilm. Zudem gewann Philippe Orreindy einen FIPRESCI-Preis.
J’attendrai le suivant … wurde 2003 für einen Oscar in der Kategorie Bester Kurzfilm nominiert. Im Jahr 2004 erhielt der Film eine César-Nominierung als Bester Kurzfilm. Im selben Jahr gewann er einen Europäischen Filmpreis als Bester Kurzfilm.